# Station Beilen
Station Beilen (afkorting Bl) is een spoorwegstation in Beilen aan de spoorlijn Groningen – Meppel. Het station werd geopend op 1 mei 1870, gesloten op 15 mei 1938, en op 1 juni 1940 station weer geopend. In 1970 is het huidige stationsgebouw gebouwd door de architect Cees Douma. Het was de eerste van zeventien stations in dit standaardtype stationsgebouw. Dit type kreeg dan ook de naam standaardtype Beilen.
Tussen 10 mei 2003 en april 2008 was in het stationsgebouw Beilen De Ster Videotheek gevestigd, als herbestemming en ter bevordering van de sociale veiligheid op het station. In de plaats daarvan is Kapsalon Eefje het pand ingetrokken. Sedert juli 2009 is het gebouw in gebruik bij Van de Nadort juristen.

## Voorzieningen
Direct bij het station zijn plaatsen om onbewaakt fietsen te stallen. Fietsen kunnen hier ook in een kluis worden gezet voor extra beveiliging. OV-fietsen zijn ook beschikbaar om te huren bij het station. De fietsenstalling is circa 9x85 meter in grootte. Voor auto's is er een gratis parkeerplaats die ook gelegen is naast het station.
Er is één ticketmachine aanwezig op het station. Kaartjes uit deze automaat bevatten een €1 toeslag. Ook kan er ingecheckt worden met een OV-chipkaart via de OV-chipkaart palen aanwezig op het station.
Overige voorzieningen zijn: AED, geleidelijnen, hellingbaan, wachtruimtes en een watertappunt

## Treinen
Op station Beilen stopt de volgende treinserie:
| Serie | Treinsoort    | Route                                        | Bijzonderheden |
| ----- | ------------- | -------------------------------------------- | -------------- |
| 6100  | Sprinter (NS) | Zwolle – Meppel – Beilen – Assen – Groningen |                |

## Afbeeldingen

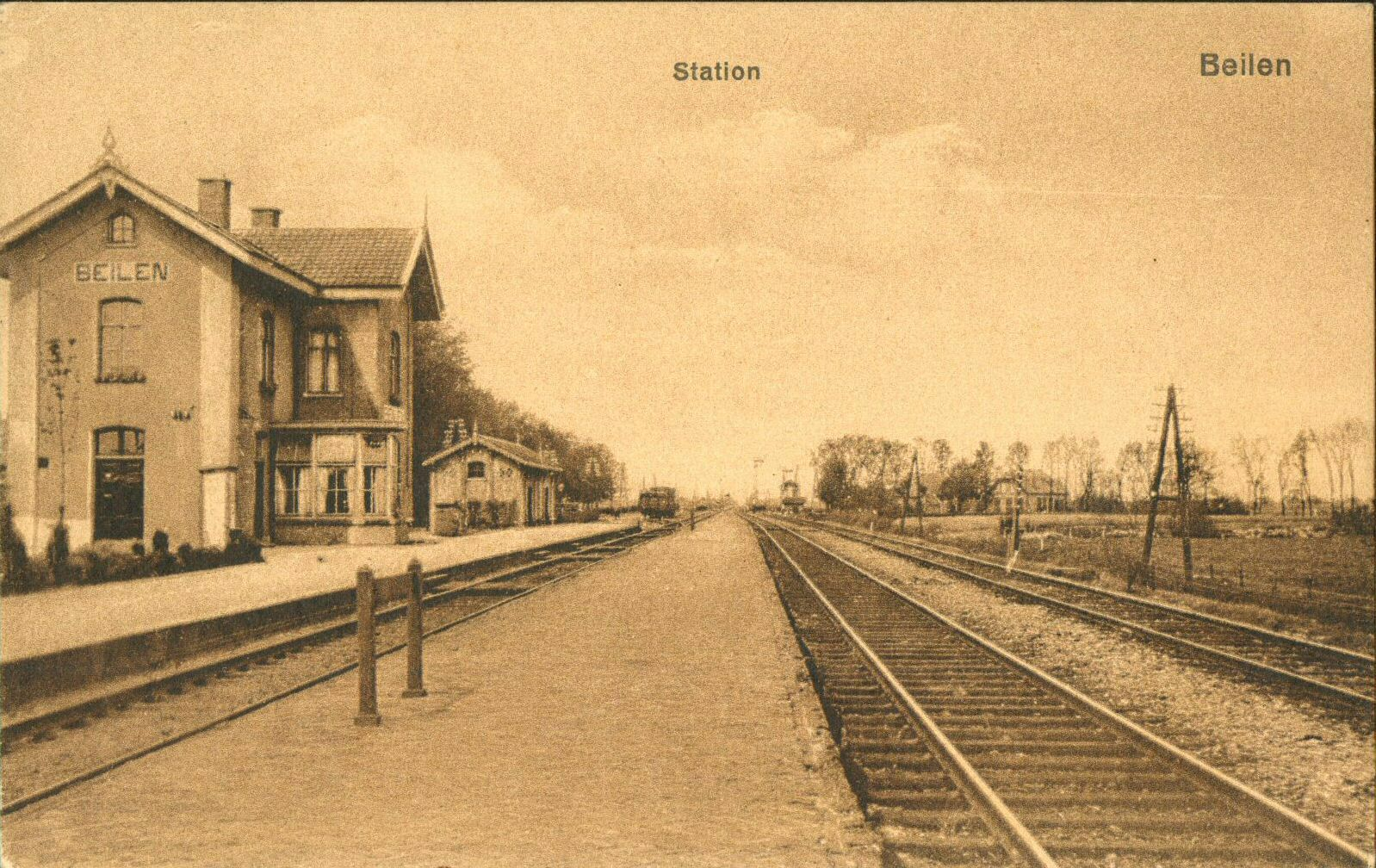
Het station rond 1925-1935
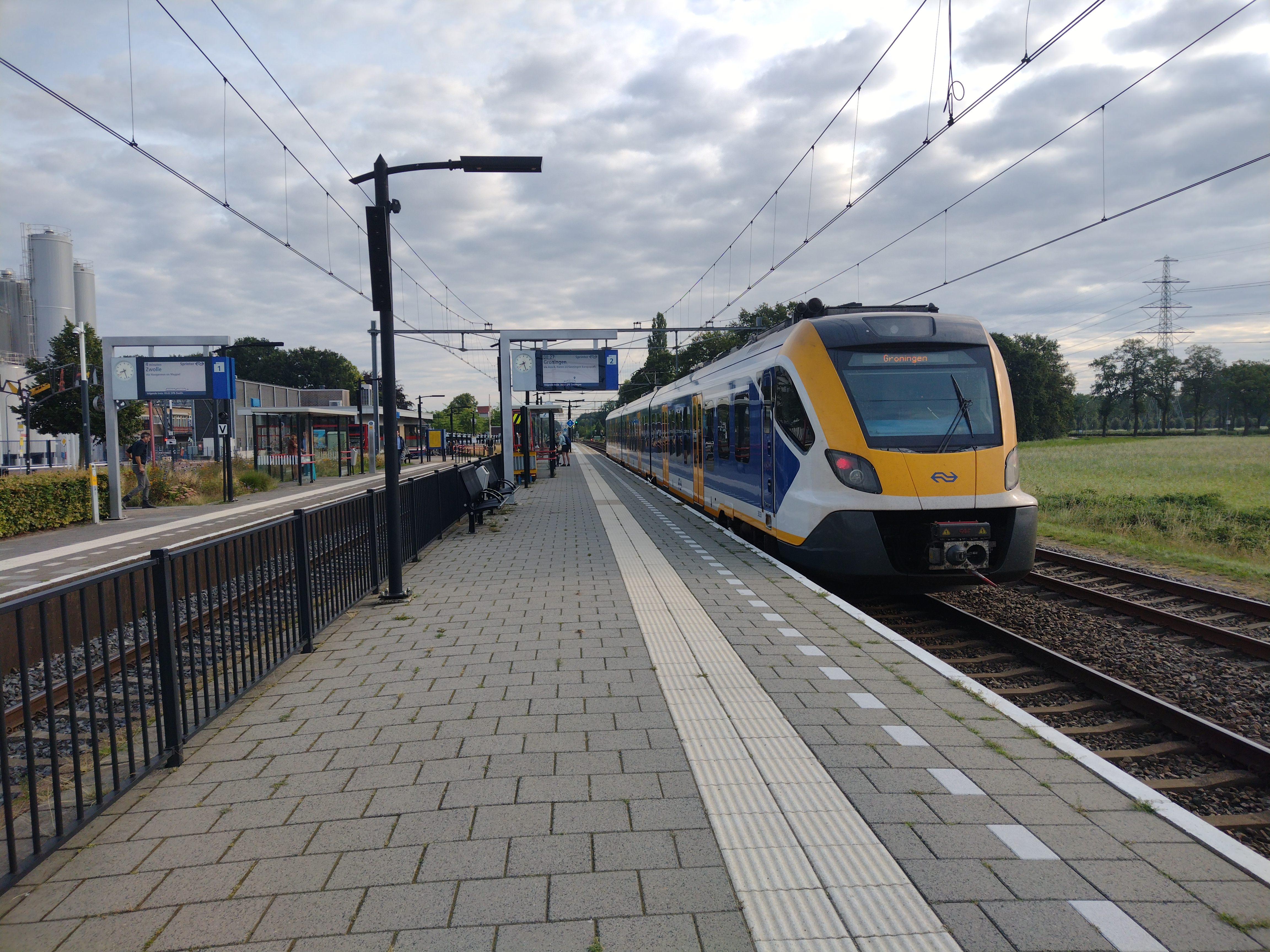
SNG op het station
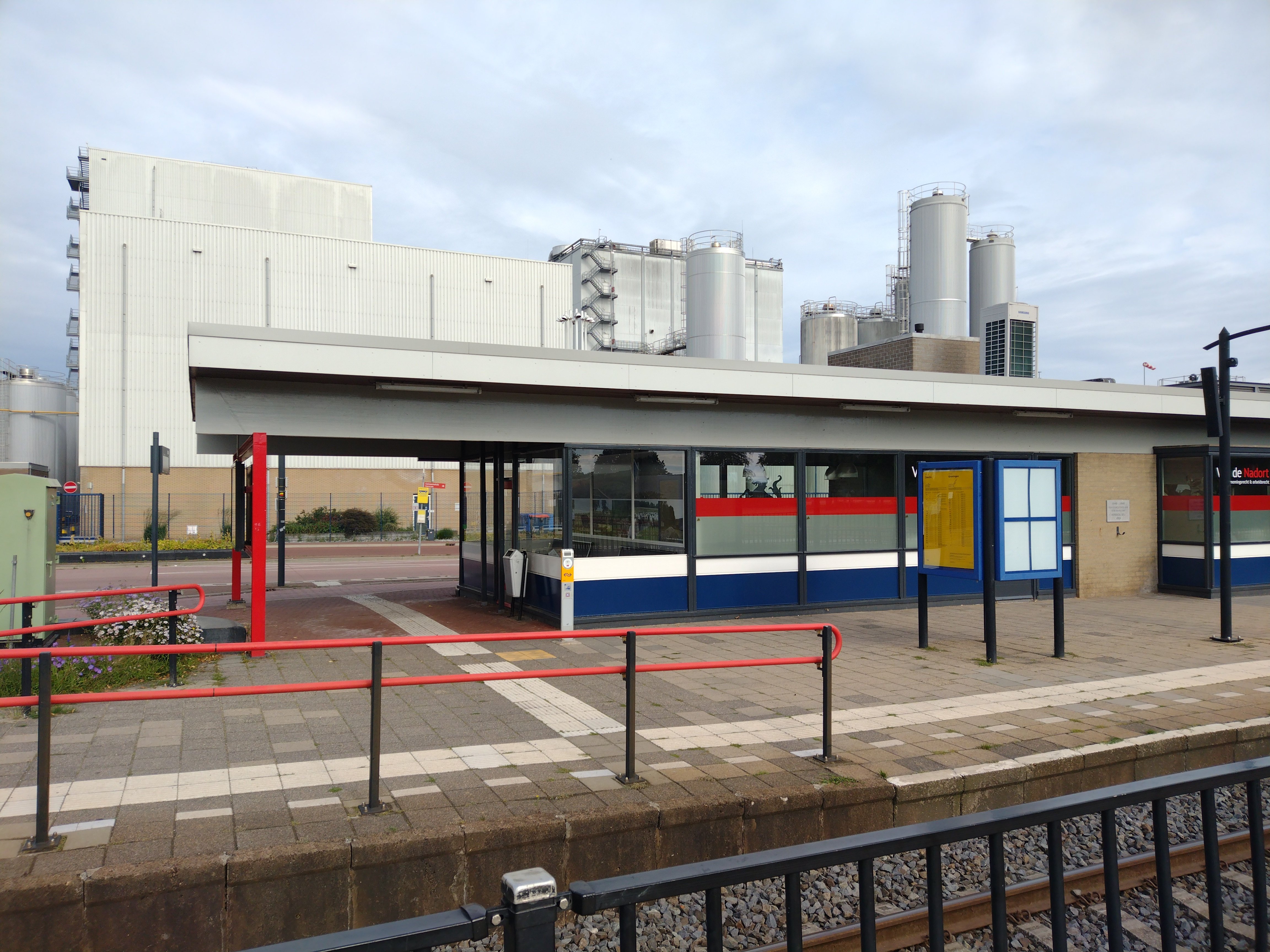
Station met op de achtergrond de fabriek van FrieslandCampina

## Aanvullend vervoer
Op het station kan per 15 december 2024 overgestapt worden op de volgende buslijnen:
- Lijn 22: Assen - Hooghalen - Beilen - Westerbork - Orvelte - Wezup - Zweeloo (- Noord Sleen - Emmen)
- Lijn 28: Beilen - Holthe - Wijster - Spier - Lhee - Dwingeloo - Dieverbrug - Uffelte - Havelte - Meppel
- Lijn 520: Beilen - Hijken - Hoogersmilde

Ook is er een taxistandplaats aanwezig.